# سید جواد ذاکر طباطبایی
میر محمدجواد ذاکر طباطبایی خویی (زاده ۳۱ شهریور ۱۳۵۵ در خوی – درگذشته ۱۶ تیر ۱۳۸۵ در تهران) که با نام سید جواد ذاکر شناخته شده‌است، مداح ایرانی بود. او یکی از پایه‌گذاران مداحی به سبک جدید شناخته می‌شود. سبک جدید مداحی او باعث جذب برخی جوانان به هیئت‌های عزاداری شد.

## مرگ

مزار سید جواد ذاکر در قبرستان نو در شهر قم

در سال ۱۳۸۵ بیماری سرطان او به اوج رسید و وی در اوایل خرداد ماه، در اثر مرگ سلولهای مغزی در کما فرو رفت و بعد از حدود ۴۰ روز، در ساعت ۲ بامداد شانزدهم تیرماه ۱۳۸۵ در بیمارستان میلاد تهران درگذشت. مراسم تشییع او برگزار شد و در قبرستان نو روبروی حرم فاطمه معصومه در قم به خاک سپرده شد.